# Декурсель, Пьер
Пьер Декурсель (фр. Pierre Adrien Decourcelle; 1856—1926) — французский журналист, драматург и романист. Один из крупнейших представителей французской массовой литературы рубежа XIX-XX веков.
Сын Адриана Декурселя. Его дядя — Дэннери, Адольф Филипп.

## Биография
Родился 25 января 1856 года в Париже. Учился в Лицее Генриха IV. Прежде чем начать писать, работал в качестве продавца и биржевика. С 1881 г. сотрудничал с газетой «Gil Blas». В 1883 поступил на работу в редакции газеты «Le Gaulois»; свои критические обзоры театральных премьер подписывал псевдонимом Choufleuri. Здесь он познакомился с Ги де Мопассаном и Полем Бурже . В разное время руководил Обществом драматических актеров и Обществом литераторов. За три месяца до смерти стал командором Ордена Почётного легиона. Умер 10 октября 1926 года.

## Творчество
С 1880 выступал как драматург: комедия «Родинка» (фр. Le Grain de beauté), драма «Туз треф», комическая опера «Мадам Картуш» и пр. В 1885 дебютировал как прозаик. Автор около 30 романов, самый известный из которых — «Два подростка» (фр. Deux gosses). Работал в кино, некоторое время руководил Кинематографическим обществом авторов и литераторов («SCAGL»). С 1911 по 1921 г. написал четыре киносценария, в том числе к фильму режиссёра Альбера Капеллани «Ужас».  
«Декурсель ловко варьировал сюжеты и жанры — сентиментальный роман, мелодрама, детектив, сценические переработки классики (пьеса 1913 года на основе „Страданий молодого Вертера“ Гёте) ... Именно Декурсель (с благословения газеты „Матен“) открыл зелёный свет распространению во Франции киноромана, препарировав сюжет трёх американских фильмов 1914-1915 годов в не лишённый литературной изощрённости роман-фельетон под названием „Тайны Нью-Йорка“ (1915), подчёркнуто реанимирующий идущую от Эжена Сю жанровую традицию „городских тайн“»

## Интересные факты
Современники знали Декурселя не только как литератора и журналиста, но и в качестве коллекционера произведений искусства. Поначалу его интересовали только классические образцы, а затем его внимание переключилось на искусство рубежа XIX-XX веков: так, в коллекции Декурселя были представлены работы Ренуара и Тулуз-Лотрека .